# Abraham Scultetus
Abraham Scultetus (Schultetus) (ur. 24 sierpnia 1566 w Zielonej Górze, zm. 24 października 1624 w Emden) – profesor teologii kalwińskiej, kapelan króla Czech, Fryderyka I.
Urodził się w rodzinie luterańskiej. Nauki pobierał w rodzinnej Zielonej Górze, a potem we Wrocławiu, skąd jednak musiał powrócić, gdyż jego ojciec stracił cały majątek w pożarze Zielonej Góry. Dzięki wsparciu rodziny burmistrza Freistadt kontynuował naukę w Görlitz (Zgorzelec). W 1584 odbył podróż po Polsce. Studiował w Wittenberdze i Heidelbergu, gdzie w 1618 został profesorem teologii. 
Od 1619 przebywał w Pradze, gdzie był kaznodzieją króla Czech, Fryderyka I. Po klęsce protestanckich wojsk czeskich w bitwie na Białej Górze w 1620 przeciwko katolickim Habsburgom udał się do Wschodniej Fryzji, gdzie zmarł w Emden w 1624.
Zbiór z jego kazań z 1625 przetłumaczył na polski i wydał w 1657 roku razem z własnym komentarzem małopolski kalwinista Jan Teodoryk Potocki.

## Dzieła
- „Confutatio disputationis Baronii de baptismo Constantini” 1607
- „Annales Evangelii per Europara 15 Seculi renovati, Decad. 1 et 2” Heidelberg, 1618
- „Axiomata concionancii” 1619
- Abrahami Scvlteti Kirchen-Postill : Das ist: Außlegung der Sontäglichen Evangelischen Texten durch das gantze Jahr 1625.[2]